# Yoandry Hernández
Yoandry Hernández-Coba (Victoria de Las Tunas, 25 maggio 1980) è un ex sollevatore cubano che ha gareggiato nelle categorie dei pesi massimi leggeri (fino a 85 kg.) e dei pesi medio-massimi (fino a 94 kg.).

## Carriera
Nel 2003 ha vinto la medaglia d'argento ai Giochi Panamericani di Santo Domingo nei pesi massimi leggeri, battuto dal colombiano Héctor Ballesteros.
Hernández ha partecipato alle Olimpiadi di Atene 2004, terminando al 12º posto nei pesi medio-massimi con 375 kg. nel totale.
Nel 2007 ha vinto la medaglia d'oro nei 94 kg. ai Giochi Panamericani di Rio de Janeiro, con 393 kg. nel totale e, dopo alcuni mesi, ha partecipato ai campionati mondiali di Chiang Mai, vincendo la medaglia d'argento con lo stesso risultato nel totale, alle spalle del russo Roman Konstantinov (397 kg.).
Nella stessa categoria l'anno successivo ha vinto la medaglia d'oro ai campionati panamericani di sollevamento pesi disputati a Callao con 377 kg. nel totale, qualche mese dopo ha partecipato alle Olimpiadi di Pechino 2008.
In questa competizione Hernández si è classificato originariamente al 6º posto con 393 kg. nel totale, ma alcuni anni dopo, a seguito di ulteriori e più approfonditi controlli, c'è stata la squalifica per doping del 1°, del 3º e del 5º classificato di quella stessa gara (rispettivamente il kazako Ilya Ilin, il russo Khadzhimurat Akkayev e l'azero Nizami Pashayev), con avanzamento di Yoandry Hernández alla medaglia di bronzo olimpica, dietro il polacco Szymon Kołecki (403 kg.) e il georgiano Arsen Kasabiev (399 kg.).